# Physalis sanukimonticola
Physalis sanukimonticola är en potatisväxtart som beskrevs av Y. Akasawa. Physalis sanukimonticola ingår i släktet lyktörter, och familjen potatisväxter. Inga underarter finns listade i Catalogue of Life.